# Arrondissement de Langres
L'arrondissement de Langres est une subdivision administrative du département français de la Haute-Marne, en région Grand Est.

## Composition

### Composition avant 2015
L'arrondissement couvre 158 communes regroupées dans les 10 cantons suivants :
- canton d'Auberive ;
- canton de Bourbonne-les-Bains ;
- canton de Fayl-Billot ;
- canton de Laferté-sur-Amance ;
- canton de Langres ;
- canton de Longeau-Percey ;
- canton de Neuilly-l'Évêque ;
- canton de Prauthoy ;
- canton de Terre-Natale ;
- canton de Val-de-Meuse.

### Découpage communal depuis 2015
Depuis 2015, le nombre de communes des arrondissements varie chaque année soit du fait du redécoupage cantonal de 2014 qui a conduit à l'ajustement de périmètres de certains arrondissements, soit à la suite de la création de communes nouvelles. 
Au 1er janvier 2024, l'arrondissement groupe les 157 communes suivantes :
1. Aigremont
2. Andilly-en-Bassigny
3. Anrosey
4. Aprey
5. Arbigny-sous-Varennes
6. Arbot
7. Auberive
8. Aujeurres
9. Aulnoy-sur-Aube
10. Avrecourt
11. Baissey
12. Bannes
13. Bay-sur-Aube
14. Beauchemin
15. Belmont
16. Bize
17. Bonnecourt
18. Bourbonne-les-Bains
19. Bourg
20. Brennes
21. Celles-en-Bassigny
22. Celsoy
23. Chalancey
24. Chalindrey
25. Champigny-lès-Langres
26. Champigny-sous-Varennes
27. Champsevraine
28. Changey
29. Chanoy
30. Charmes
31. Chassigny
32. Le Châtelet-sur-Meuse
33. Chatenay-Mâcheron
34. Chatenay-Vaudin
35. Chaudenay
36. Chauffourt
37. Chézeaux
38. Choilley-Dardenay
39. Cohons
40. Coiffy-le-Bas
41. Coiffy-le-Haut
42. Colmier-le-Bas
43. Colmier-le-Haut
44. Coublanc
45. Courcelles-en-Montagne
46. Culmont
47. Cusey
48. Dammartin-sur-Meuse
49. Dampierre
50. Damrémont
51. Dommarien
52. Enfonvelle
53. Farincourt
54. Faverolles
55. Fayl-Billot
56. Flagey
57. Frécourt
58. Fresnes-sur-Apance
59. Genevrières
60. Germaines
61. Gilley
62. Grandchamp
63. Grenant
64. Guyonvelle
65. Haute-Amance
66. Heuilley-le-Grand
67. Humes-Jorquenay
68. Isômes
69. Laferté-sur-Amance
70. Laneuvelle
71. Langres
72. Larivière-Arnoncourt
73. Lavernoy
74. Lavilleneuve
75. Lecey
76. Leuchey
77. Les Loges
78. Longeau-Percey
79. Maâtz
80. Maizières-sur-Amance
81. Marac
82. Marcilly-en-Bassigny
83. Mardor
84. Melay
85. Montcharvot
86. Le Montsaugeonnais
87. Mouilleron
88. Neuilly-l'Évêque
89. Neuvelle-lès-Voisey
90. Noidant-Chatenoy
91. Noidant-le-Rocheux
92. Occey
93. Orbigny-au-Mont
94. Orbigny-au-Val
95. Orcevaux
96. Ormancey
97. Le Pailly
98. Palaiseul
99. Parnoy-en-Bassigny
100. Peigney
101. Perrancey-les-Vieux-Moulins
102. Perrogney-les-Fontaines
103. Pierremont-sur-Amance
104. Pisseloup
105. Plesnoy
106. Poinsenot
107. Poinson-lès-Fayl
108. Poinson-lès-Grancey
109. Poiseul
110. Praslay
111. Pressigny
112. Rançonnières
113. Rivière-les-Fosses
114. Rivières-le-Bois
115. Rochetaillée
116. Rolampont
117. Rouelles
118. Rougeux
119. Rouvres-sur-Aube
120. Saint-Broingt-le-Bois
121. Saint-Broingt-les-Fosses
122. Saint-Ciergues
123. Saint-Loup-sur-Aujon
124. Saint-Martin-lès-Langres
125. Saint-Maurice
126. Saints-Geosmes
127. Saint-Vallier-sur-Marne
128. Sarrey
129. Saulles
130. Saulxures
131. Savigny
132. Serqueux
133. Soyers
134. Ternat
135. Torcenay
136. Tornay
137. Vaillant
138. Val-de-Meuse
139. Le Val-d'Esnoms
140. Valleroy
141. Vals-des-Tilles
142. Varennes-sur-Amance
143. Vauxbons
144. Velles
145. Verseilles-le-Bas
146. Verseilles-le-Haut
147. Vesvres-sous-Chalancey
148. Vicq
149. Villars-Santenoge
150. Villegusien-le-Lac
151. Villiers-lès-Aprey
152. Violot
153. Vitry-en-Montagne
154. Vivey
155. Voisey
156. Voisines
157. Voncourt

## Démographie
En 2022, l'arrondissement comptait 42 581 habitants.
| 1968   | 1975   | 1982   | 1990   | 1999   | 2006   | 2011   | 2016   | 2021   |
| ------ | ------ | ------ | ------ | ------ | ------ | ------ | ------ | ------ |
| 54 958 | 52 349 | 50 736 | 48 793 | 46 842 | 46 150 | 45 298 | 43 943 | 42 678 |

| 2022   | - | - | - | - | - | - | - | - |
| ------ | - | - | - | - | - | - | - | - |
| 42 581 | - | - | - | - | - | - | - | - |

## Géographie

### Localisation
L'arrondissement constitue la partie méridionale du département français de la Haute-Marne, appendice sud-est de la région Champagne-Ardenne intercalé entre les régions Lorraine au nord-est, Franche-Comté au sud-est et Bourgogne au sud-ouest. Il est limitrophe des départements des Vosges au nord-est, de la Haute-Saône au sud-est et de Côte-d'Or au sud-ouest.
En dépit du peu de couloirs d'accès naturels, la position géographique du territoire de l'arrondissement de Langres en fait historiquement un carrefour des axes de communication entre Bassin parisien, Haut-bassin rhénan, Benelux-Rhénanie et Méditerranée. En matière de transports, ce carrefour est tracé par un réseau d'intérêt national, voire européen : 
- intersection des itinéraires autoroutiers d'intérêt européen E-17, E-21 et E-54 ;
- jonction ferroviaire des lignes Paris-Mulhouse et Luxembourg-Dijon ;
- Canal entre Champagne et Bourgogne.

### Géographie physique

#### Topographie
L'extrême-sud haut-marnais correspond au  centre du Seuil morvano-vosgien.

#### Orographie et Géologie
La Haute-Marne méridionale est un territoire intermédiaire entre plusieurs entités orographiques : Barrois champenois au nord-ouest, Côtes de Haute-Meuse au nord-est, plateaux de la Saône à l'est, Plateaux haut-saônois occidentaux au sud-est ainsi que Plateau de Langres au sud-ouest. Excepté un petit affleurement du socle cristallin très localisé au sud-est, ces entités dont l'imbrication varie selon les zones de contact et quelques zones intermédiaires sont toutes constituées d'un feuilletage de strates sédimentaires. Ces grandes formations géologiques se différencient par leur chronostratigraphie, l'ancienneté de leur strate supérieure décroissant de l'est vers l'ouest du Keuper (grès du Trias supérieur) à l'Oxfordien (calcaires du Jurassique supérieur).

#### Géomorphologie
La géomorphologie dominante du territoire de l'arrondissement de Langres est fortement marquée par des ressauts, corniches et cuestas. Elle procède de l'érosion hydraulique des formations sédimentaires lors des phases de réennoyage du Bassin parisien. Ce processus est lié aux cycles de régressions et transgressions marines et lagunaires ayant affecté ce bassin depuis le début du Paléocène. Le relief de côtes correspondant résulte d'une érosion différentielle sur des affleurements de strates de différentes duretés. Il prend différents aspects dépendant du façonnement morpho-climatique des formations géologiques spécifiques et de leurs zones de contact ou intermédiaires. Excepté la faible dépression du Bassigny au nord, la plaine de Vingeanne au sud ainsi que dans une moindre mesure les marges orientale et méridionale des plateaux de la Saône au sud-est, la physionomie prégnante du territoire est une succession de fronts de côtes ou digitations de plateaux plus ou moins disséqués. Le paysage-type répondant à cette dominante est ponctué par l'alternance de fronts concaves à forte déclivité, revers faiblement inclinés, lacis de vallées et buttes témoins.

#### Hydrographie
L'orographie du territoire se traduit par quatre bassins versants dominants. Les lignes de crêtes délimitent le partage des eaux entre celles de Saône-Rhône à l'est et au sud-est, de Meuse au nord-est, de Marne-Seine au nord-ouest ainsi que d'Aube-Seine au sud-ouest. Le « point triple majeur » de la répartition des eaux entre Méditerranée, Manche et Mer du Nord est sur la côte de Récourt-Poiseul fermant le sud-ouest de la dépression de Bassigny (sur le chemin de Falouande, au sud du lieu-dit « les Marchais »), à environ deux kilomètres au nord-ouest du mont Mercure au pied duquel subsistent les vestiges d'une villa gallo-romaine.
 Outre ce point de jonction, la présence notable des sources de la Meuse dans le Bassigny, de la Marne au sud de Langres et de l'Aube dans le Langrois forestier, ces deux rivières étant des affluents majeurs de la Seine, manifeste l'importance hydrographique du sud de la Haute-Marne.

#### Climat
L'arrondissement se situant en limite des zones climatiques continentale et atlantique européennes, son climat est globalement de type océanique avec des influences continentales sensibles, surtout en période hivernale. Ce climat est marqué par des hivers souvent longs et rigoureux ainsi que des étés chauds et orageux, l'Apance-Amance étant sur la « diagonale des orages » entre golfe de Gascogne et Rhénanie. En période estivale ces orages sont fréquents et parfois violents, particulièrement lors de flux de sud apportant des formations supercellulaires via la haute plaine de Saône. 
Les précipitations, de l'ordre de 810 à 1070 mm/m² par an, se répartissent sur l'année avec une intensification modérée de novembre à mars et en mai. Le nombre-annuel de jours concernés par ces précipitations est de l'ordre de 150 à 180, dont environ 20 à 30 pour les chutes de neige. La température-moyenne varie de 9 à 11 °C, le nombre-annuel de jours affectés par une gelée étant de l'ordre de 70 à 85. L'insolation annuelle est d'environ 1750 heures dont environ 170 de novembre à janvier. Les vents, modérés, sont sud à ouest dominants avec des basculements au nord-est non négligeables en hiver.

### Micro-régions naturelles
En corollaire de la répartition hydrographique, le canevas orographique structuré par les cuestas et les dépressions intermédiaires compartimente des micro-régions naturelles auxquelles correspondent des aires écologiques et un habitat humain particularisés. La topographie de certaines de ces micro-régions fait que leur typologie territoriale relève en partie d'une continuité transrégionale. C'est particulièrement le cas pour le Bassigny s'ouvrant vers la Lorraine, la plaine de Vingeanne vers la Bourgogne et l'Apance-Amance vers la Franche-Comté. La communication naturelle de ces deux dernières avec la vallée de la Saône, s'ouvrant vers le sud en continuité avec le couloir rhodanien constitue notamment un corridor biologique. C'est ainsi que le Sud haut-marnais correspond à l'extrême limite septentrionale de l'aire de répartition d'un certain nombre d'espèces méridionales.  
Les micro-régions naturelles de l'arrondissement de Langres sont les suivantes :
- Apance-Amance à l'est

- Bassigny au nord-est

- Langrois ouvert au centre, « Pays de Langres » correspondant à l'éperon où est bâtie la ville sur l'extrémité nord-est du plateau éponyme et ses replats constituant un piémont accidenté. Ce piémont, interrompu par des fronts de côtes, forme le haut-bassin supérieur de la Marne dont la source est à environ trois kilomètres au sud de Langres. Les retenues de la Liez, de la Mouche et de Charmes régulent l'alimentation en eau du canal de la Marne à la Saône dont le bief de partage est sur le territoire de la micro-région. Sur environ cinq kilomètres, un tronçon de cette section traverse en tunnel le plateau de Langres sous les territoires des communes de Balesmes-sur-Marne et de Noidant-Chatenoy. Les retenues aménagées, dont le niveau d'eau varie selon les périodes de l'année et les besoins du canal, ont une dynamique hydrologique de type fluvial. À l'étiage estival, des vasières et roselières d'une grande richesse biologique s'installent sur leurs berges. Zone de contact avec les plateaux du Barrois forestier au nord-ouest, la dépression du Bassigny au nord-est, les plateaux de la Saône à l'est et la plaine de Vingeanne au sud, le Langrois ouvert est au centre du carrefour constitué par le seuil de Langres. Cette position stratégique est matérialisée par la ceinture de forts construits à l'issue de la guerre franco-prussienne de 1870 pour défendre la position de Langres. La désaffectation militaire de ces ouvrages défensifs en a fait pour certains une station d'hivernage ou d'estivage d'une quinzaine d'espèces de chauves-souris, leur inscription au Réseau Natura 2000 étant justifiée par la présence de cinq espèces de chiroptères menacées.

- Langrois forestier à l'ouest, zone de contact entre l'extrémité septentrionale du plateau de Langres et les plateaux du Barrois forestier au nord ainsi que la côte des Bar à l'ouest. Ce karst de calcaires durs est creusé notamment par le haut-cours supérieur de l'Aube et celui de l'Aujon, un de ses principaux affluents, ainsi que par celui de la Vingeanne. Les étroites gorges de cette dernière entaillent une reculée d'envergure exceptionnelle pour l'orographie du plateau de Langres. Ces cours d'eau et leurs abords ainsi que les massifs forestiers tel que celui d'Arc en limite du Barrois-forestier et les pelouses des quelques secteurs ouverts de la micro-région sont des milieux naturels de tout premier ordre, une dizaine de sites relevant du Réseau Natura 2000. Avec une altitude d'environ 523 m au sommet du Haut-de-Baissey, le relief du Langrois forestier est le plus élevé de l'arrondissement.

- Plaine de Vingeanne au centre sud, vallée agricole large de quelques kilomètres parcourue par la rivière éponyme et le ru de Chassigny. Cette plaine, ponctuée de quelques buttes-témoins, marque une séparation entre le plateau de Langres à l'ouest et au nord-ouest, les digitations méridionales des plateaux de la Saône au nord-est ainsi que le plateau de Champlitte à l'est. S'ouvrant vers le sud, elle constitue en outre le seul couloir de communication naturel d'importance entre la haute-plaine de Saône au sud et la haute-vallée de la Marne au nord. Cette topographie lui vaut notamment d'être traversée par le canal de la Marne à la Saône dont la retenue de Villegusien régule l'alimentation en eau.

### Biotopes hydrogéologiques
Les massifs sédimentaires plus ou moins karstifiés génèrent de très nombreuses sources et émergences dont une bonne partie est à l'origine de biotopes hydrogéologiques remarquables, les plus insolites d'entre eux étant les tuffières. Les concrétions de tuf-calcaire de ces cascades pétrifiantes forment des gours dont les vasques de travertin s'étagent en gradins. Celles du Domaine des tufs, devenu "Étufs", dans la Vallée de l'Aube ainsi que celles de Rolampont dans la Vallée de la Marne, en limite du Langrois-ouvert et du Barrois-forestier, comptent parmi les plus remarquables (sites "Natura-2000"), la plus étendue de ce dernier site étant la plus vaste du Nord-Est de la France. Les marais tuffeux résultent du même processus de minéralisation que les tuffières, les concrétions produites y étant plus modestes du fait de la très faible déclivité du terrain. Parmi ces marais à la biocénose fragile, dont une trentaine de sites "Natura-2000" sur le Plateau de Langres haut-marnais, les plus représentatifs sont celui de Chalmessin dans le Langrois-forestier ainsi que ceux de Coiffy et Champigny-Chézeaux en Apance-Amance. Ces deux derniers, alimentés par des puits artésiens, sont les plus vastes tourbières alcalines du département. Par ailleurs, les cavités à émergence vauclusienne des réseaux karstiques développés présentent un grand intérêt en matière d'habitat-cavernicole. Celle de Coublanc, dans la Vallée du Salon au Sud-Est de l'arrondissement, est notamment une station d'hivernage (site "Natura-2000") pour quatre espèces de chiroptères menacées. Tous ces biotopes sont emblématiques du Patrimoine-naturel de l'Arrondissement de Langres dont la plupart des communes font l'objet d'un inventaire ou classement au titre de la protection du site, paysage ou milieu naturel. Outre sa variété de biotopes, l'Écorégion est aux confins des zones biogéographiques continentale et atlantique européennes, recouvrant à peu près les mêmes zones climatiques, ainsi qu'à l'extrême limite-septentrionale du Corridor-biologique rhodanien. Il en résulte une forte biodiversité dans la répartition de laquelle l'altitude et l'exposition-solaire ont une influence majeure.

### Qualité du milieu naturel
Avec un taux d'industrialisation modeste centré sur quelques pôles tels que Langres et Nogent, une très faible pression-démographique, un espace-forestier couvrant environ 40 % du territoire, des surfaces agricoles largement valorisées par l'Élevage-extensif, le milieu-naturel de l'Arrondissement de Langres est particulièrement préservé. Ce faible impact des activités humaines, concernant aussi les micro-régions naturelles limitrophes, est amplifié par la déprise-agricole concomitante de la diminution de la densité-démographique. Le revers négatif de cette déprise est l'abandon d'un certain nombre de parcelles en coteaux favorisant l'extension forestière au détriment de la variété-paysagère, l'incidence de cette augmentation de l'espace-forestier sur la répartition de la biomasse entre milieux fermé et ouvert restant à évaluer. En contrepartie, des dispositions agro-environnementales telles que la gestion-raisonnée du cheptel dont la grande majorité des éleveurs est labellisée "Haute-valeur naturelle", l'aménagement de points d'abreuvement du bétail non souillants, la mise en défens des berges et l'entretien régulier des ripisylves ont un effet très positif sur la qualité-hydrologique des nombreux cours d'eau et zones humides.

## Histoire

### Territoire des Lingons
Le territoire de l'arrondissement formait le centre de celui des Lingons, fondateurs de la ville de Langres.

### Diocèse de Langres médiéval
Lors du Partage de Verdun en 843 entérinant le morcellement de l'Empire-carolingien, l'arrondissement se trouva placé en limite de Francie-occidentale et Francie-médiane. Cet éphémère Royaume de Francie-médiane qui échut à Lothaire Ier fut lui-même partagé par le Traité de Meerssen de 870 entre Charles II le Chauve et Louis II le Germanique en deux royaumes distincts : celui de Lotharingie, du nom de Lothaire, devenu Lorraine, et celui de Bourgogne dont le territoire s'étendait alors jusqu'à la Méditerranée. En 880, le Traité de Ribemont fixa la ligne de partage entre ce qui allait devenir le Royaume des Francs et le Saint-Empire romain-germanique. L'éclatement de l'Empire de Charlemagne entraîna une succession de tensions entre les deux grandes entités territoriales constituées dont les ultimes manifestations ont été les conflits franco-allemands ayant débouché sur deux guerres mondiales. L'arrondissement fut ainsi exposé jusqu'à la fin de la Guerre de trente-ans 1648 aux troubles résultant de sa situation sur la ligne de partage. Entre 1870 et 1918, l'Histoire se répéta avec l'annexion de la Lorraine par l'Empire-allemand.

## Administration
| Période      | Période  | Identité                   | Fonction précédente                                               | Observation |
| ------------ | -------- | -------------------------- | ----------------------------------------------------------------- | ----------- |
| Janvier 2024 |          | Éric Marochini             | Directeur général des services de l’agglomération du Grand Longwy |             |
| 1993         | 1996     | Michel Spillemaeker        |                                                                   |             |
| 1996         | 1998     | Jean-Michel Prêtre         |                                                                   |             |
| 1998         | 2001     | Rémy-Charles Marion        |                                                                   |             |
|              |          |                            |                                                                   |             |
| 2013         | 2019     | Jean-Marc Duché            |                                                                   |             |
| 2019         | 2021     | Stéphanie Marivain         |                                                                   |             |
| 2021         | En cours | Emmanuelle Juan-Keunebroek |                                                                   |             |